# Philipp von Boeselager
Philipp Freiherr von Boeselager (født 6. september 1917, død 1. maj 2008) var det sidste overlevende medlem af deltagerne i 20. juli-attentatet, det mislykkede attentatforsøg mod Adolf Hitler i juli 1944.

## Liv
Philipp Boeselager blev født i 1917 som den fjerde af otte børn af Albert Freiherr von Boeselager (1883 – 1956) og hans kone Maria-Theresia Freiherrin von Salis-Soglio (1890 – 1968). Diplomaten Wilhelm Freiherr von Ketteler var i familie med ham. Barndomshjemmet var præget af katolicisme.
I 1936 færdiggjorde han skolen fra den private katolske jesuiterordenenskole Aloisiuskolleg
i Bonn] i delstaten Bad Godesberg i Tyskland. Først ønskede han at studere jura for at gå ind i diplomatiet, men hans farfar opfordrede ham at søge ind i hæren i stedet, og i 1936 gik han ind i et kavaleriregimet i Paderborn. Som ordonnansofficer for generalfeltmarskal Günther von Kluge kom han i kontakt med modstandsgruppen bag attentatforsøget mod Hitler.

### Attentatforsøg
Til gruppen hørte foruden Boeselager en række højtstående Wehrmachtofficerer som Claus von Stauffenberg. Ved attentatforsøget var han 25 år gammel og løjtnant. Han skulle beordre sine mænd, som ikke kendte til planerne, til at forlade fronten i Østeuropa og ride til Berlin for der at indtage strategisk vigtige områder for statskuppet.
Boeselagers vendte sig mod nazi-regeringen i 1942, da han fik nys om at fem sigøjnere var blevet skudt på grund af deres etnicitet. Sammen med sin overordnede generalfeltmarskal Günther von Kluge tilsluttede han sig sammensværgelsen om at snigmyrde Hitler. Det første forsøg blev gjort i marts 1943, da både Hitler og Heinrich Himmler besøgte fronten for at deltage i et strategimøde med Kluge.
Boeselager fik en Walther PP, som han skulle skyde både Hitler og Himmler med, mens de sad ved spisebordet i officersmessen. Men Himmler forlod Hitler i sidste øjeblik, og planen blev afbrudt.
Det andet attentatforsøg skete 20. juni 1944. Gruppen var ikke længere optaget af Himmler og planlagde nu at dræbe Hitler med en bombe under et strategimøde i en træbarak. Bomben sprang, men Hitler overlevede. Boeselager fik besked om det mislykkede attentat tidsnok til at kommandere kavaleriet tilbage, før det vakte mistanke, og det lykkedes ham at holde sin involvering i sammensværgelsen hemmelig. Philipps bror Georg var også med i sammensværgelsen og formåede også at holde det hemmeligt. Han døde på østfronten.

### Senere liv
Efter krigen blev Boeselagers andel i det fejlslagne attentat kendt, og han blev en helt i Tyskland og Frankrig, hvor han blev tildelt begge landes højeste militære æresbevisninger. Han studerede økonomi og blev skovbrugsekspert. I 1948 giftede han sig med Rosa Maria Gräfin von Westphalen og fik fire børn. Han vedblev med at have mareridt om sammensværgelsen og de venner han havde mistet i krigen og opfordrede unge mennesker til at involvere sig i politik, da han var af den opfattelse, at det tyske folks apati og manglende erfaring med politik var hovedårsagen til Hitlers magtovertagelse. Indgangen til hans hjem i Kreuzberg bar det latinske motto "Et si omnes ego non — selv hvis alle, ikke jeg.".
Boeselager var medlem af K.D.St.V. Ripuaria Bonn, en katolsk studentergruppe, som var en del af Cartellverband der katholischen deutschen Studentenverbindungen. Til sin død beholdt han Walther PP-pistolen, han skulle have brugt til at skyde Himmler og Hitler med.
Den 18. april 2008 – to uger før sin død – gav Philipp von Boeselager sit sidste interview til Zora Wolter til dokumentarfilmen "The Valkyrie Legacy." ("Valkyriens arv"), som blev vist på History Channel i foråret 2009 – sammen med Valkyrie med Tom Cruise og Bryan Singer. Dokumentarfilmen er produceret af Singer og instrueret af Kevin Bruns.